# Perdita punctifrons
Perdita punctifrons är en biart som beskrevs av Timberlake 1958. Perdita punctifrons ingår i släktet Perdita och familjen grävbin. Inga underarter finns listade i Catalogue of Life.